# TSV Tauberbischofsheim

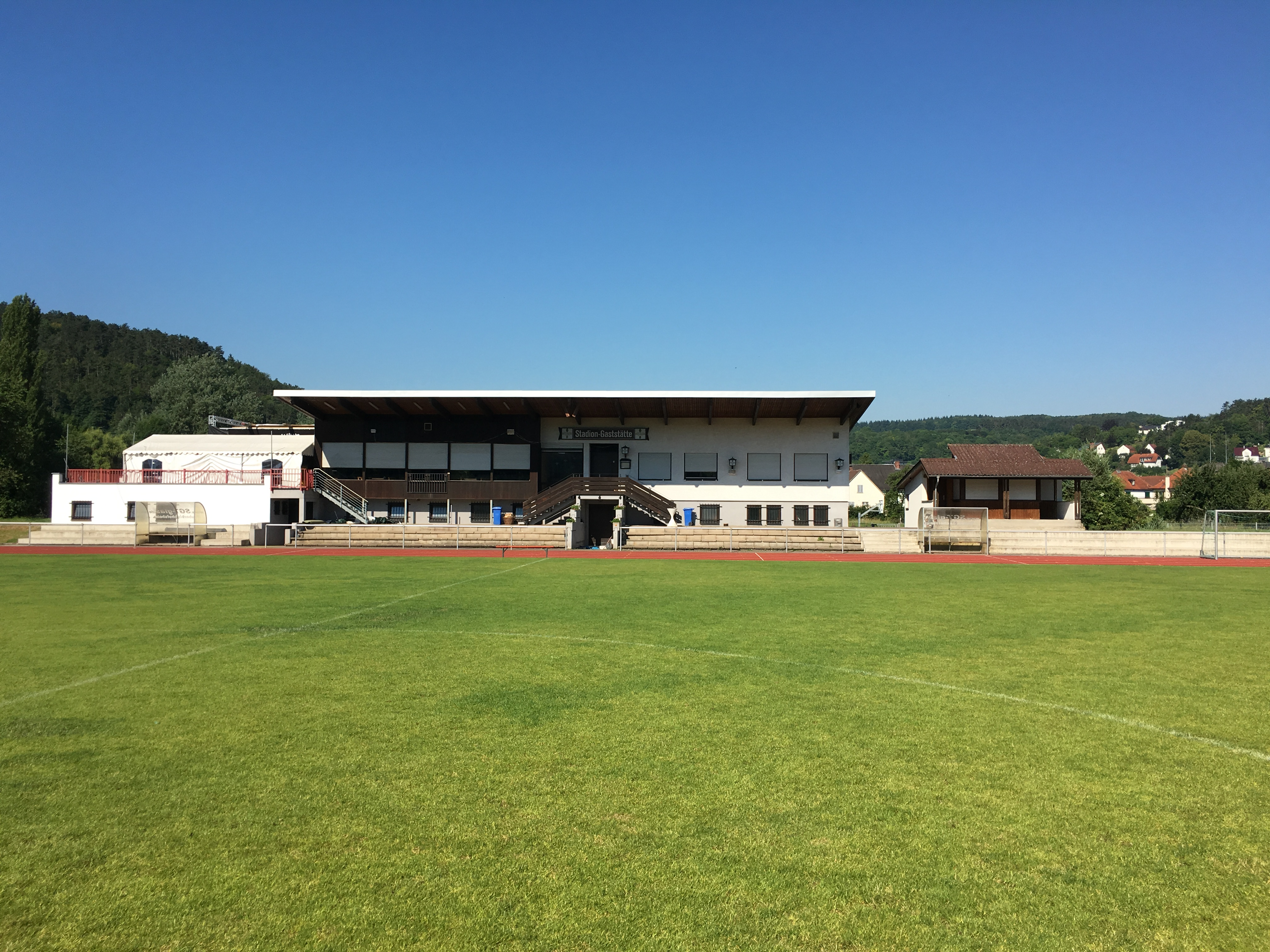
Sportplatz mit Sportheim des TSV Tauberbischofsheim (2016)

Der TSV 1863 Tauberbischofsheim eingetragener Verein (kurz TSV Tauberbischofsheim e. V.) ist ein Idealverein zur Förderung des Sports mit Sitz in Tauberbischofsheim im Main-Tauber-Kreis in Baden-Württemberg. Er ist einer der ältesten und mitgliederstärksten Sportvereine in Nordbaden. In einzelnen Sportarten des Breitensportvereins konnten mehrere deutsche Meisterschaften errungen werden und einzelne Sportler nahmen mehrere Jahre an Profiligen oder höchsten Wettkampfklassen teil (unter anderem Senioren-Ranglisten im Fechten, Judo-Bundesligakämpfer und Karate-Nationalkader).

## Geschichte

### Anfänge als Turnverein
Am 20. August 1863 wurde ein Turnverein gegründet. Bereits einen Tag nach der Gründung beschlossen mehrere der sieben Gründungsmitglieder, gezielt Jugendliche anzusprechen und für den Verein zu gewinnen. Die erste Turnstunde hielt man am 24. August ab. Am 29. August 1863 nahm der Verein mit geringfügigen Änderungen die Satzung des Oberrheinischen Turnerbundes an. Vom 25. bis 29. Mai 1865 nahmen Tauberbischofsheimer Sportler am Deutschen Turnfest in Paris teil und 1881 konnte eine erste Turnhalle eröffnet werden. Davor trainierten die Sportler auf einem Turnplatz und in Räumen des ehemaligen Franziskanerklosters Tauberbischofsheim. 1865 kam es zur Weihe der ersten Fahne des Turnvereins. Diese ist heute im Tauberfränkischen Landschaftsmuseum im Kurmainzischen Schloss Tauberbischofsheim ausgestellt. Bereits seit den 1880er Jahren gab es Tendenzen zum Mehrspartenverein mit verschiedenen Sportarten (unter anderem Leichtathletik, Radfahren, Fußball). Daneben wurde in den 1870er Jahren bereits ein Theaterclub erwähnt. Ab 1905 gab es im Turnverein eine Damenriege und seit 1912 wurden erstmals Deutsche Sportabzeichen absolviert. 1913 feierte man das 50-jährige Jubiläum des Turnvereins. Während des Ersten Weltkriegs kam der Sportbetrieb fast völlig zum Erliegen (Am 22. Juli 1915 erfolgte die letzte Eintragung im Protokollbuch; die nächste folgte erst wieder am 5. Februar 1919). Nachdem 1919 der Sportbetrieb wieder aufgenommen worden war, kam es bereits 1924 zur Gründung einer Leichtathletik-Riege. Nachdem die alte Fahne schadhaft geworden war, weihte man am 14. Oktober 1934 eine neue Fahne. Das 75-jährige Jubiläum im Jahre 1938 stellte das letzte sportliche Großereignis des Turnvereins dar, bevor der Verein fusionierte.

### Gründung eines Sportvereins
Bereits vor dem Ersten Weltkrieg wurde in Tauberbischofsheim Fußball gespielt. Ein eigenständiger Sportverein wurde jedoch erst im Februar 1921 gegründet. Zunächst spielte die Mannschaft auf einer Wiese im Brehmbachtal. An der Stelle der heutigen Grünewald-Halle baute die Stadt 1922 schließlich einen neuen Sportplatz. 1923 trat der Verein dem Süddeutschen Fußball-Verband bei. In den 1930er Jahren spielten die Tauberbischofsheimer Fußballer gegen namhafte Gegner: Unter anderem gegen den 1. FC Nürnberg (1933) und die SpVgg Fürth (1934).

### Gründung und Aufbau des TSV
Am 1. April 1939 erfolgt der Zusammenschluss des TV Tauberbischofsheim mit dem SV Tauberbischofsheim, einem reinen Fußballverein, in einer gemeinsamen Mitgliederversammlung im „Gasthaus zum Schwanen“. Aus den beiden Vereinen entstand der TSV Tauberbischofsheim in seiner heutigen Form. Der Zusammenschluss zum TSV war eine logische Konsequenz, da vom TV und SV bereits zuvor immer wieder gemeinsame Sportwerbetage veranstaltet wurden, von denen die örtliche Presse berichtete. Ein bereits 1927 gegründeter Tennisclub schloss sich dem TSV als Unterabteilung an. In der Folge entwickelte sich zunehmend ein Mehrspartenverein. Im Verlauf des Zweiten Weltkrieges kam der Sport fast völlig zum Erliegen, da fast alle Sportler an die Front mussten.

### Neubeginn nach dem Krieg
Am 1. Januar 1946 erteilte die amerikanische Militärregierung die Genehmigung zur Wiederaufnahme des Sportbetriebs. Im selben Jahr wurde eine Schachabteilung gegründet, die sich jedoch ab 1947 als Schachclub Tauberbischofsheim selbstständig machte. Ende der 1940er Jahre gründete man eine Schwimmabteilung. 1951 konnte mit dem Frankenbad ein öffentliches Freibad in der Stadt errichtet werden. Anlässlich der 1200-Jahr-Feier wurde 1955 auch eine Turn- und Festhalle errichtet, sodass sich die sportlichen Rahmenbedingungen in den 1950er Jahren enorm verbesserten. Am 12. Oktober 1954 kam es auf Initiative von Emil Beck zur Gründungsversammlung einer Fechtabteilung. 1963 wurde das 100-jährige Jubiläum des Turn- und Sportvereins gefeiert. Nachdem die Fechtabteilung mehrere Erfolge bei deutschen Meisterschaften verzeichnen konnte und sich rasant entwickelte, trat die Abteilung am 30. Juni 1967 aus dem TSV Tauberbischofsheim aus. Am 14. Oktober fand daraufhin in der „Raststätte Block“ die offizielle Gründungsversammlung des Fecht-Clubs Tauberbischofsheim statt. Zwischen 1970 und 1975 konnten ein Tennisheim und mehrere neue Tennisplätze eröffnet werden, 1985 folgte ein gemeinsames Sportheim für die Fußball- und Handballabteilung. 1992 wurde das Tauberstadion umfassend saniert. Neben den bestehenden Abteilungen (Turnen seit 1863, Fußball seit 1921, Tennis seit 1927) bildeten sich bis zur Jahrtausendwende die folgenden Sparten: Handball (1957), Basketball (1958), Judo (1966), Tischtennis (1967), Volleyball (1988), Badminton (1988), Rock'n' Roll (1993) und Karate (2001).

### Der TSV nach der Jahrtausendwende
Am 4. Dezember 2004 spielte die deutsche Frauen-Handballnationalmannschaft bei einem Länderspiel in Tauberbischofsheim vor ausverkauftem Haus gegen die Auswahl aus Slowenien. 2013 wurde das 150-jährige Jubiläum des Vereins gefeiert, unter anderem mit zwei öffentlichen Ausstellungen. Bei einem weiteren Festakt anlässlich des 150-jährigen Jubiläums in der Tauberbischofsheimer Stadthalle gehörten IOC-Präsident Thomas Bach und Landesverkehrsminister Winfried Hermann zu den Gästen.
Im März 2020 musste aufgrund der COVID-19-Pandemie in Deutschland das Sportgelände geschlossen und der komplette Trainingsbetrieb auf unbestimmte Zeit ausgesetzt werden. Der Spielbetrieb wurde vom Badischen Fußballverband ebenfalls ausgesetzt.

### Bekannte Turniere

#### Dreikönigsturnier
Die Handballabteilung veranstaltete seit 1975 ein „Dreikönigsturnier“ in der Halle, das sich bald zu einer Massenveranstaltung mit über 100 Mannschaften aus dem In- und Ausland entwickelte. 1986 nahmen 130 Mannschaften mit mehr als 1.000 aktiven Sportlern teil. Die örtliche und überregionale Presse sprach von „einer wahren Handballinvasion“. Als der Arbeits- und Organisationsaufwand zu groß wurde, fand das Turnier 1998 letztmals statt.

#### TBB Open

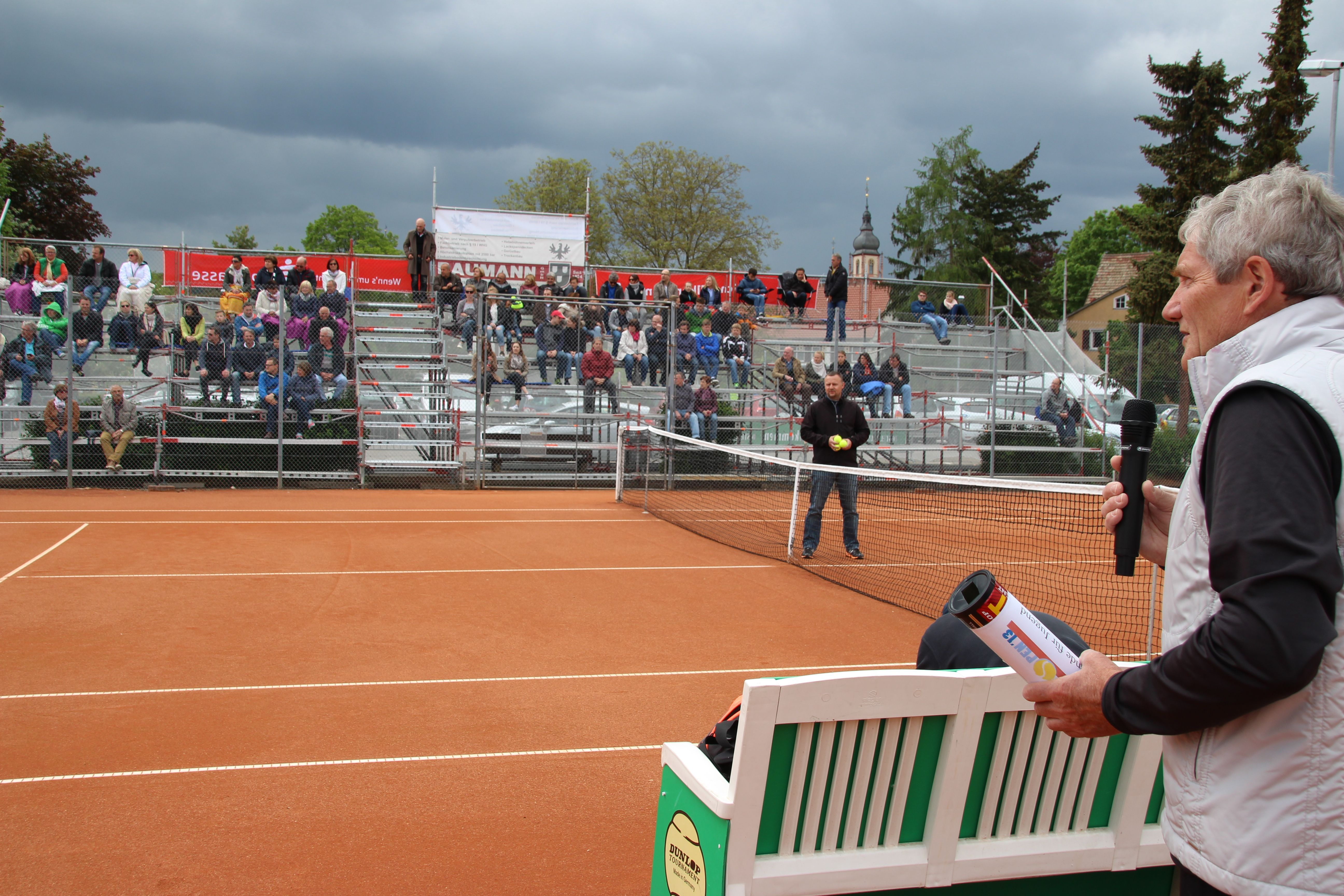
TBB Open in Tauberbischofsheim (2016)

Mit den „TBB Open“ veranstaltet die Tennisabteilung seit den 1990er-Jahren ein jährlich stattfindendes Sandplatzturnier mit bis zu 64 Spielern, bei dem Punkte für die Tennisrangliste des Deutschen Tennis Bundes errungen werden können. Dort nahmen Weltranglistenspieler wie Michael Kohlmann oder Florian Mayer teil.

#### Kata-Spezial
2013 und 2016 fand mit dem „Kata-Spezial“ die weltgrößte Karateveranstaltung in Tauberbischofsheim statt, bei der jeweils über 1000 Karateka, die Karate-Nationalmannschaft sowie hochrangige Karatemeister aus der ganzen Welt in der Kreisstadt in Aktion waren. Vom 5. bis zum 8. Mai 2016 kam es dabei zu einem Weltrekordversuch: In den vier größten Hallen in Tauberbischofsheim, die Halle am Wört, die Grünewaldhalle, die Festhalle und die Fechterhalle sowie auf dem Wörtplatz fand der größte Karatelehrgang der Welt statt. Dabei wurde das Training dokumentiert und beim Guinness-Buch der Rekorde eingereicht.

Kata-Spezial in Tauberbischofsheim (2016)
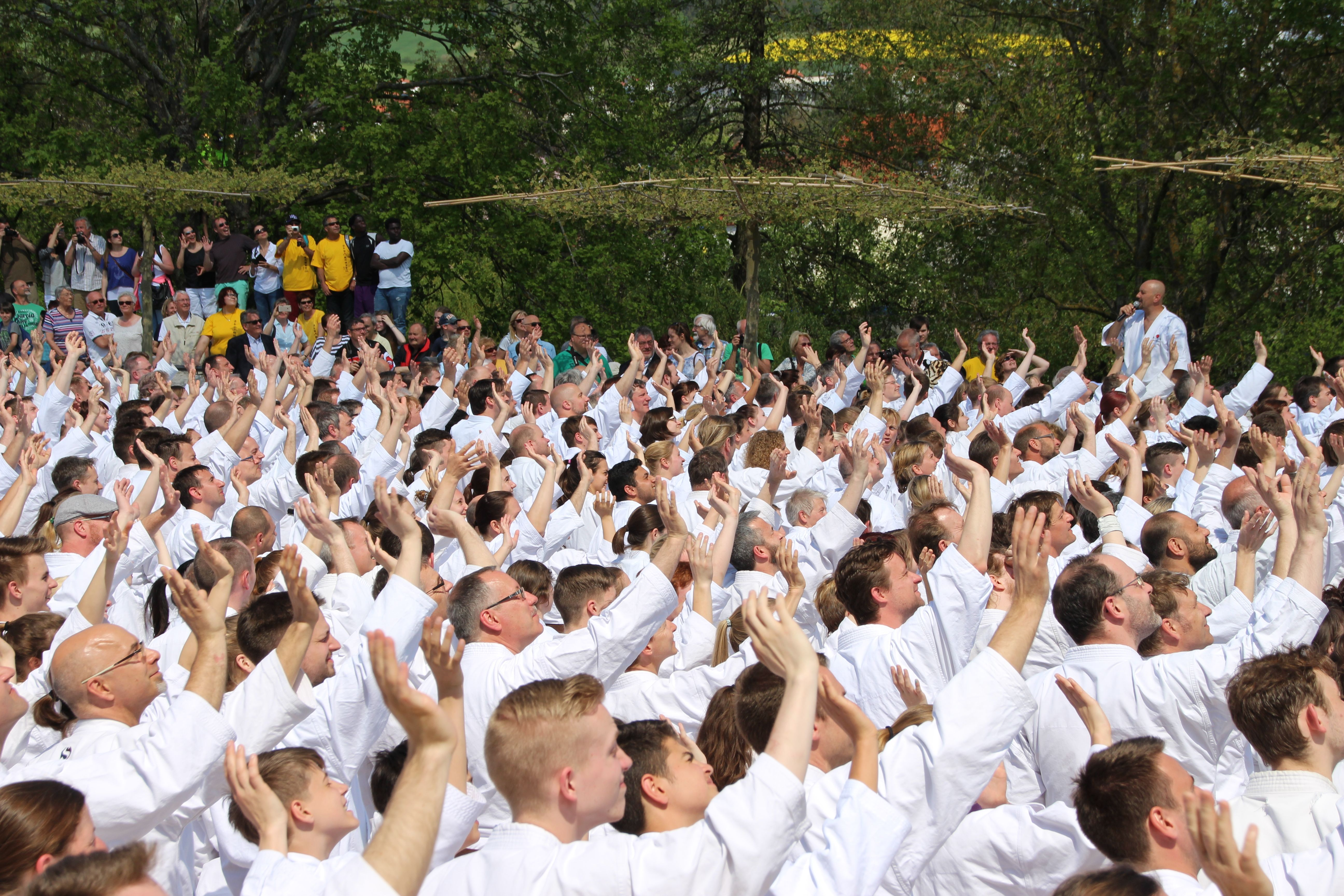
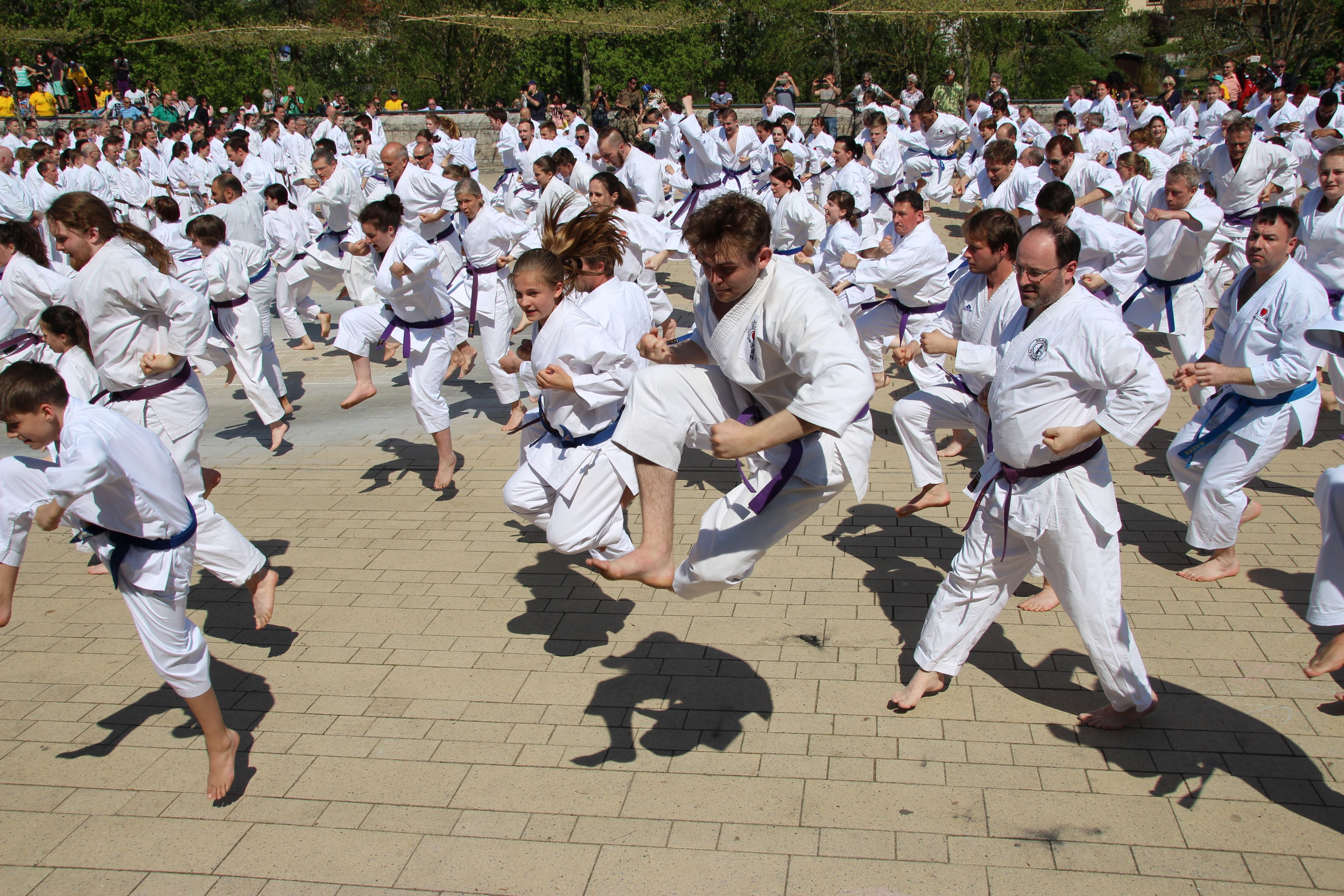
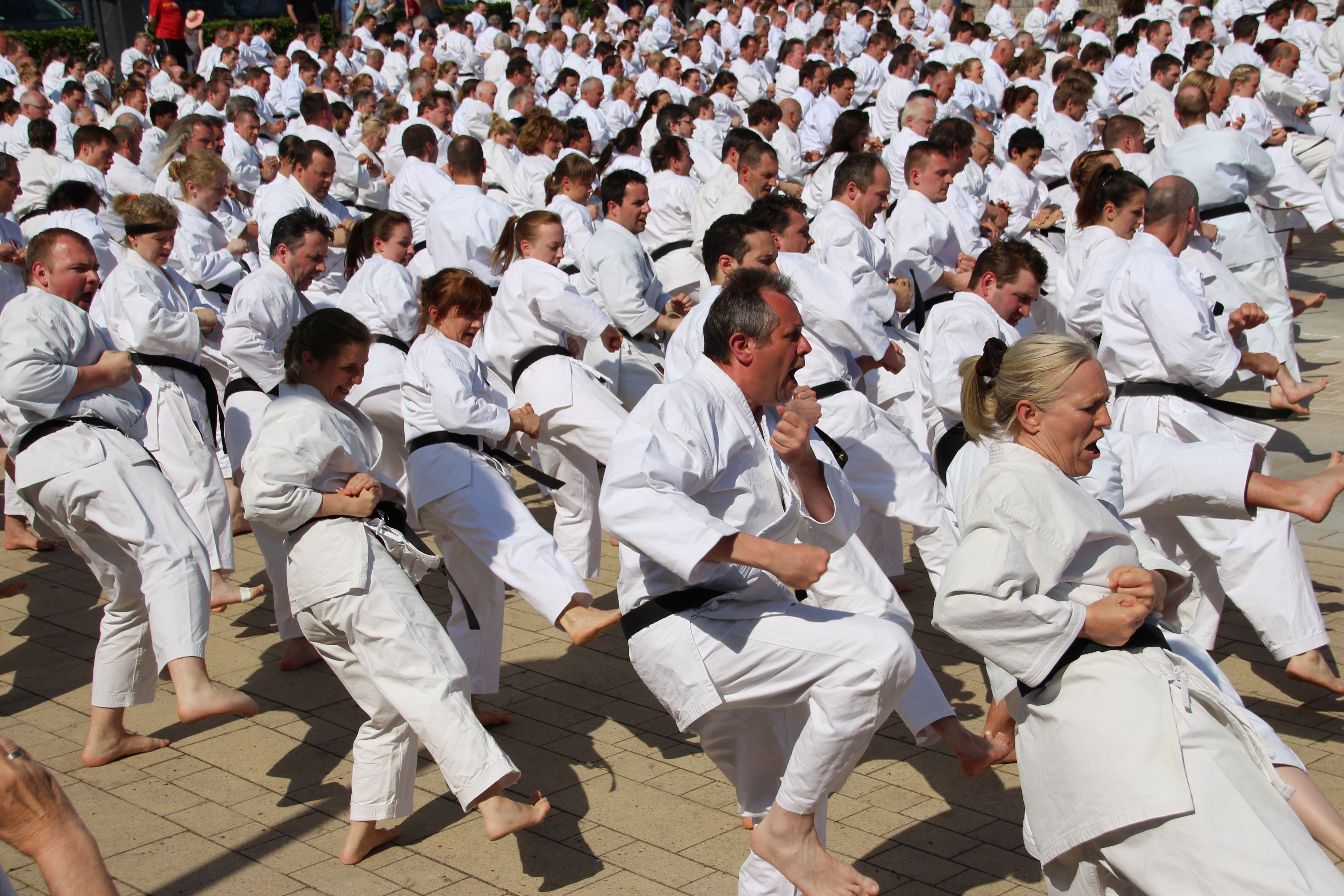
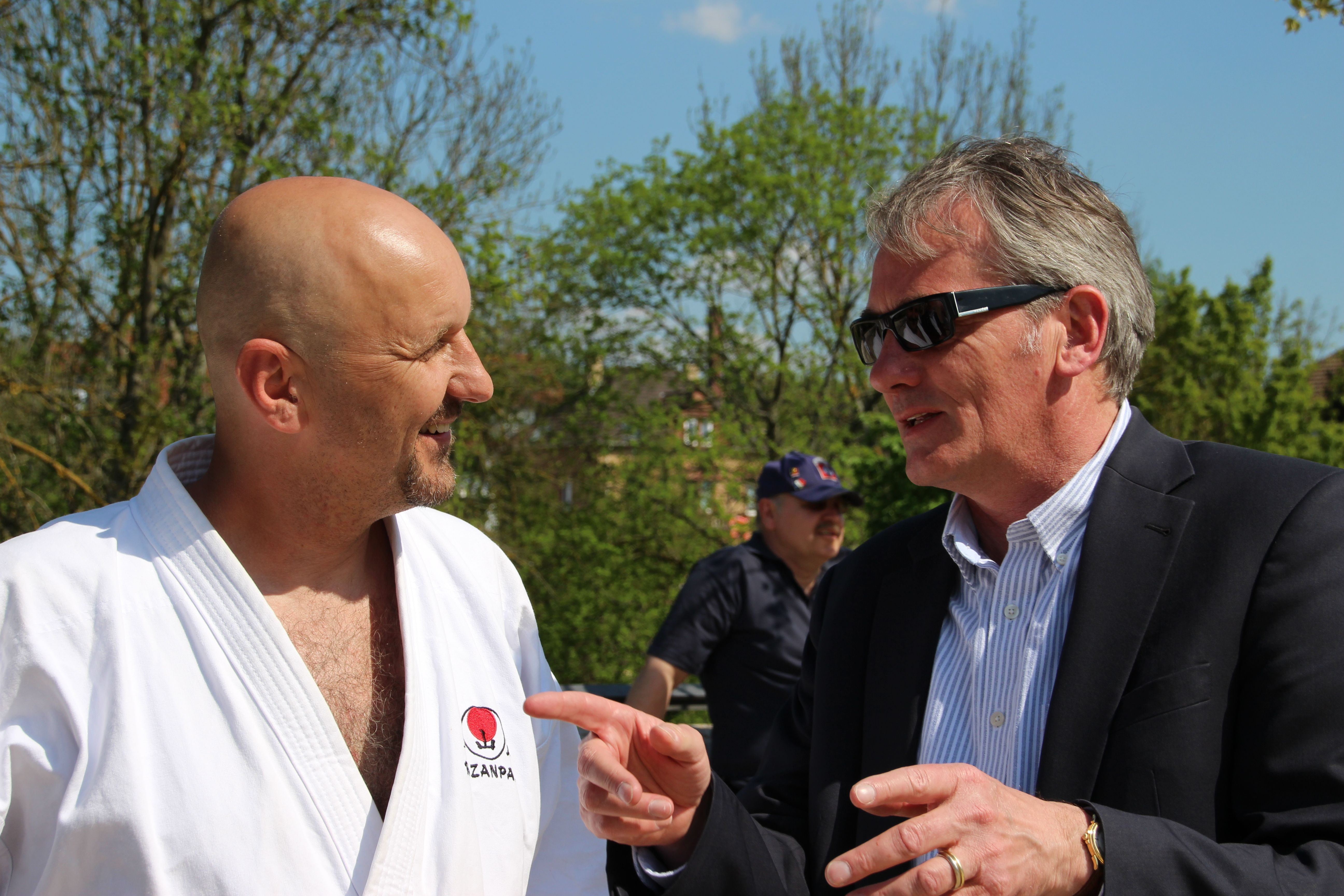

## Vereinsstruktur

### Abteilungen und Sportarten
Der TSV 1863 Tauberbischofsheim e. V. weist als Breitensportverein mit 2.304 Mitgliedern (Stand: 10. Februar 2014) elf verschiedene Abteilungen für die nachfolgenden Sportarten auf:

#### Turnen
Die seit Vereinsgründung (1863) bestehende Turnabteilung ist Mitglied des Badischen und Deutschen Turner-Bundes. Sie hat sich zur größten Abteilung des TSV Tauberbischofsheim entwickelt und weist heute ca. 1200 Mitglieder auf. Neben Boden- und Gerätturnen wird u. a. Stretching, Aerobic, Jazz-Dance und Gymnastik betrieben.

#### Fußball
| Saison  | Liga                                                   | Platz | Punkte | Tore  |
| ------- | ------------------------------------------------------ | ----- | ------ | ----- |
| 1985/86 | Landesliga Odenwald                                    | 1     | ...    | ...   |
| 1986/87 | Fußball-Verbandsliga Baden                             | ...   | ...    | ...   |
| ...     | ...                                                    | ...   | ...    | ...   |
| 1991/92 | Landesliga Odenwald                                    | 1     | ...    | ...   |
| 1992/93 | Fußball-Verbandsliga Baden                             | ...   | ...    | ...   |
| ...     | ...                                                    | ...   | ...    | ...   |
| 2002/03 | Landesliga Odenwald                                    | 2     | ...    | ...   |
| 2003/04 | Landesliga Odenwald                                    | 12    | ...    | ...   |
| 2004/05 | Landesliga Odenwald                                    | 13    | ...    | ...   |
| 2005/06 | Kreisliga Tauberbischofsheim                           | 4     | ...    | ...   |
| 2006/07 | Kreisliga Tauberbischofsheim                           | 4     | ...    | ...   |
| 2007/08 | Kreisliga Tauberbischofsheim                           | 4     | ...    | ...   |
| 2008/09 | Kreisliga Tauberbischofsheim                           | 3     | ...    | ...   |
| 2009/10 | Kreisliga Tauberbischofsheim                           | 8     | ...    | ...   |
| 2010/11 | Kreisliga Tauberbischofsheim                           | 8     | ...    | ...   |
| 2011/12 | Kreisliga Tauberbischofsheim                           | 5     | ...    | ...   |
| 2012/13 | Kreisliga Tauberbischofsheim                           | 1     | 54     | 54:30 |
| 2013/14 | Landesliga Odenwald                                    | 11    | 35     | 47:51 |
| 2014/15 | Landesliga Odenwald                                    | 5     | 48     | 53:55 |
| 2015/16 | Landesliga Odenwald                                    | 5     | 41     | 43:35 |
| 2016/17 | Landesliga Odenwald                                    | 7     | 43     | 64:59 |
| 2017/18 | Landesliga Odenwald                                    | 7     | 52     | 64:63 |
| 2018/19 | Landesliga Odenwald                                    | 16    | 29     | 43:74 |
| 2019/20 | Kreisliga Tauberbischofsheim                           | 2     |        |       |
| 2020/21 | Kreisliga Tauberbischofsheim (auf Aufstieg verzichtet) | 1     |        |       |
| 2021/22 | Kreisliga Tauberbischofsheim                           | 3     |        |       |
| 2022/23 | Kreisliga Tauberbischofsheim                           | 1     |        |       |
| 2023/24 | Landesliga Odenwald                                    | 8     |        |       |

Die Fußballabteilung des TSV Tauberbischofsheim wurde im Jahre 1921 gegründet. Die 1. Mannschaft konnte bisher zweimal Meister der Landesliga Odenwald werden, 1985/86 und 1991/92, musste jedoch jeweils nach einem Jahr wieder aus der Fußball-Verbandsliga Baden absteigen. Mit der Meisterschaft 2012/13 in der Kreisliga Tauberbischofsheim gelang nach acht Jahren Kreisligazugehörigkeit die Rückkehr in die Landesliga Odenwald. Die 1. Mannschaft spielte seit der Spielsaison 2013/14 für sechs Spielzeiten in der Landesliga Odenwald. Am Ende der Saison 2018/19 stieg die 1. Mannschaft als Drittletzter der Landesliga in die Kreisliga Tauberbischofsheim ab.

#### Weitere Abteilungen
- Tennis – Seit 1902 gab es einen Tennisplatz in Tauberbischofsheim. 1927 kam es zur Gründung eines Tennisvereins.[19]
- Handball – 1957 gegründet.[20]
- Basketball – 1958 gegründet.[21]
- Judo – 1966 gegründet.[22]
- Tischtennis – 1967 gegründet.[23]
- Badminton – 1988 gegründet.[24]
- Volleyball – 1988 gegründet.[25][26]
- Rock´n´Roll – 1993 gegründet.[27]
- Karate – 2001 gegründet.[28]

### Ehemalige Abteilungen
Folgende Abteilungen bestanden im TSV Tauberbischofsheim:
- Schachabteilung – 1946 gegründet, bereits ab 1947 selbstständig als Schachclub Tauberbischofsheim.[3]
- Fechtabteilung – Am 12. Oktober 1954 durch Emil Beck gegründet, bestand bis zum 30. Juni 1967.[29]
- Schwimmabteilung – Mehrfach gegründet und wieder aufgelöst, Ende der 1940er vor der Fertigstellung des neu gebauten Frankenbads (1951) wieder gegründet, zuletzt 1965 neu gegründet, 1971 aufgelöst.[3]
- Faustballgruppe – In den 1930er und 1950er Jahren aktiv, 1958 aufgelöst.[3]
- Leichtathletikabteilung – Bestand bis 1976.[3]

### Sportstätten
Der Verein betreibt insgesamt vier Sportheime (in den Abteilungen Fußball, Handball, Tennis und Turnen). Die einzelnen Abteilungen üben ihre Sportarten in sieben Sporthallen, auf fünf Sportplätzen sowie auf sechs Tennisplätzen aus. Die Sportstätten befinden sich alle innerhalb des Tauberbischofsheimer Stadtgebietes.

## Erfolge

### Europameisterschaften
Judo
- 2010, 7. Platz bei der Europameisterschaft der Herren durch Torsten Zettelmeier[3]

Karate
- 2015, Goldmedaille bei den Kadetten-Europameisterschaften in Prag im Kumite-Einzel sowie die Silbermedaille im Kata-Mannschaftswettbewerb, jeweils durch Luca Weingötz von der Judoabteilung des TSV.[30][31][32]
- 2017, Goldmedaille bei den Junioren-Europameisterschaften in Sittard (Niederlande) im Kumite-Team-Wettbewerb durch David Matz, Luca Weingötz und Aymen Ben-Rhomdane[33]
- 2017, Bronzemedaille bei den Junioren-Europameisterschaften in Sittard im Kata-Einzel durch Luca Weingötz[33]

### Deutsche Meisterschaften
Fechtabteilung (1954 bis 1967)
- 1961, Erster Platz, Deutsche Mannschaftsmeisterschaft der Junioren im Degen mit Paul Neckermann, Peter Storz, Armin Ködel, Otto Lanig und Jürgen Hehn[29]
- 1964, Dritter Platz mit der Florett-Mannschaft, Deutsche Fechtmeisterschaften 1964
- 1965, Dritter Platz mit der Degen-Mannschaft, Deutsche Fechtmeisterschaften 1965
- 1966, Zweiter Platz mit der Florett-Mannschaft, Deutsche Fechtmeisterschaften 1966
- 1966, Erster Platz, Deutsche Einzelmeisterschaft der Junioren durch Elmar Beierstettel im Herrenflorett[29]
- 1967, Zweiter Platz mit der Florett-Mannschaft, Deutsche Fechtmeisterschaften 1967
- 1967, Erster Platz mit der Degen-Mannschaft, Deutsche Fechtmeisterschaften 1967

Judo
- 2006, Bronzemedaille bei der deutschen Meisterschaft der Frauen im Ringen durch Johanna Schumann[34]
- 2010, Bronzemedaille bei den deutschen Einzelmeisterschaften durch Torsten Zettelmeier[22]
- 2014, Silbermedaille bei der deutschen Sumo-Meisterschaft der Frauen in Osnabrück durch Johanna Schumann[35]
- 2014, Bronzemedaille bei den deutschen Einzel-Ringermeisterschaften Freistil Frauen in Freiburg durch Johanna Schumann[36]
- 2017, Goldmedaille bei der Deutschen Sumo-Meisterschaft der Frauen durch Johanna Schumann[37]

Karate
- 2006, Deutsche Meisterschaft im Kumite-Einzel der Senioren durch Lukas Kleitsch
- 2007, Verteidigung des deutschen Meistertitels im Kumite-Einzel durch Lukas Kleitsch
- 2010, Deutsche Meisterschaft im Jugend-Kumite-Einzel durch Luca Weingötz
- 2014, drei deutsche Jugend-Meisterschaften: In Kumite-Einzel, Kata-Einzel und in Kumite mit dem Team, jeweils durch Luca Weingötz[38]
- 2015, Wiederholung des Dreifach-Triumphes in Kumite-Einzel, Kata-Einzel und in Kumite mit dem Team, jeweils durch Luca Weingötz[38]
- 2016, Vizemeisterschaft in der Kata-Mannschaft der Herren durch L. Weingötz, P. Mast und J. Schmidt[39]
- 2017, drei deutsche Meisterschaften, im Kumite-Einzel und Kata-Einzel (jeweils AK 18–20 Jahre) durch Luca Weingötz sowie mit der Kumite-Mannschaft (AK 18–20 Jahre) durch D. Matz, L. Weingötz und P. Bosse[40]

Turnen
- 2013, deutsche Vizemeisterschaft der TGW-Jugend-Mannschaft[41]
- Vier vierte Plätze bei deutschen TGW-Meisterschaften (Stand: 2013).[3]

### Sonstige Einzelerfolge
Turnen
- 1995, Bundesverdienstkreuzes am Bande für Hela Julier von der Turnabteilung[42]
- 1996, Walter-Kolb-Plakette des Deutschen Turner-Bundes für Hela Julier
- 2011, Schlossmedaille der Stadt Tauberbischofsheim an Hela Julier, überreicht durch Wolfgang Vockel

Fechtabteilung
- 1956, Badische Einzelmeisterschaft der Junioren im Degen durch Günther Zwerger[29]

Judo
- 1966–heute: Mehrfache badische und baden-württembergische Meisterschaften[22][3]
- 1977 und 1978: Jeweils Bronze bei den deutschen Hochschulmeisterschaften durch Hildegard Arnold
- 2002–heute: Mehr als zehn Jahre Teilnahme als Bundesligakämpferin durch Johanna Schumann[3]
- 2007, Auszeichnung Deutschlands „Trainer des Jahres“ durch den Deutschen Judo-Bund an Joachim Fels[22]

Karate
- Nominierung in den Karate-Nationalkader in allen vier möglichen Karate-Disziplinen (Kata-Einzel und -Mannschaft, Kumite-Einzel und -Mannschaft) durch Luca Weingötz[3]

### Sonstige Mannschaftserfolge
Fußball
- Meister der Landesliga Odenwald: 1985/86 und 1991/92[3][43]
- Meister der Kreisliga Tauberbischofsheim: 2012/13
- Teilnahme an der Verbandsliga Baden: 1986/87 und 1992/93[3]

Turnen
- 1863–heute: neun badische Meistertitel und zwei bei Baden-Württembergischen Meisterschaften im Bereich des musisch-turnerischen Wettkampfs TGW/ TGM (Stand: 2013)[44][3]

Basketball
- 1973, 1977 und 2004: Jeweils Aufstieg in die Oberliga der Damen[21]
- 2010: Aufstieg aus der Bezirksliga Heidelberg in die Landesliga Süd der Herren, Klassenerhalt in der ersten Saison

Handball
- Aufstiege in die badische Oberliga der Damen: 1977, 1984, 1995 und 2004
- Badische Meisterschaft der Herren: 2003
- Aufstieg in die Baden-Württemberg-Liga der Herren: 2003

### Sonstige Auszeichnungen
Judo
- 2009, „goldene Ehrennadel“ der Deutschen Olympischen Gesellschaft in Anerkennung für besondere Leistungen im Sport und um die olympische Idee[45][3]
- 2010, Landessieger beim Lotto-Award Baden-Württemberg[22][3]
- 2011, Präventionspreis des Handelsverbandes Württemberg in Kooperation mit dem Kultusministerium, Innenministerium, Städte- und Gemeindetag sowie der Polizei Baden-Württemberg[22][46][3]

## Aus dem Verein hervorgegangen
Aus dem TSV Tauberbischofsheim stammend gingen die folgenden Vereine, Sportfunktionäre und Sportler hervor:

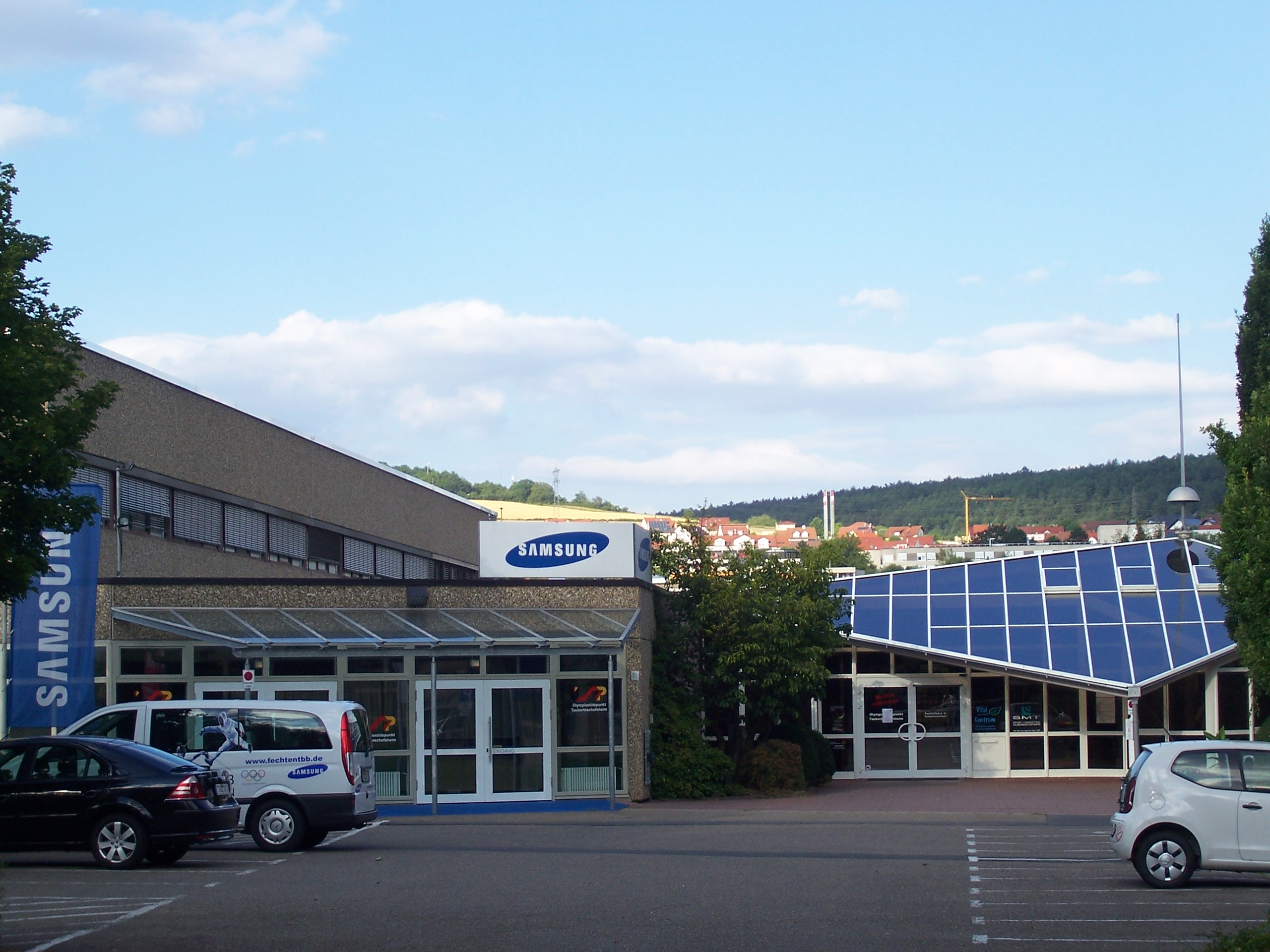
Der Fecht-Club Tauberbischofsheim, von 1954 bis 1967 eine Abteilung des TSV Tauberbischofsheim

### Hervorgegangene Vereine
- Fecht-Club Tauberbischofsheim e. V., ursprünglich am 12. Oktober 1954 als Fechtabteilung im TSV Tauberbischofsheim gegründet; 1967 trat die Fechtabteilung am 30. Juni aus dem TSV 1863 Tauberbischofsheim aus; am 14. Oktober 1967 fand die offizielle Gründungsversammlung des Fecht-Clubs Tauberbischofsheim statt, gemessen an Medaillenerfolgen bei Olympischen Spielen, Welt- und Europameisterschaften einer der erfolgreichsten Vereine weltweit
- Freundeskreis Bischemer Fußball e. V., ein Förderverein des TSV Tauberbischofsheim.

### Hervorgegangene Sportfunktionäre
- Thomas Bach, ehemaliger Olympiasieger im Fechten langjähriger Sportfunktionär, seit 2013 Präsident des Internationalen Olympischen Komitees. Anlässlich des 150-jährigen Vereinsjubiläums äußerte sich Bach wie folgt über den TSV Tauberbischofsheim:

„Der TSV ist meine Heimat und mein Verein.“

- Emil Beck, Gründer einer Fechtabteilung im TSV Tauberbischofsheim, späterer „Gründungsvater“ des Fecht-Clubs Tauberbischofsheim; gemessen an den Medaillenerfolgen einer der erfolgreichsten Trainer der Welt (163 Medaillen bei Olympischen Spielen, Welt- und Europameisterschaften),[47] prägte in den 1970er Jahren den Ruf des Fechtleistungszentrums als „Tauberbischofsheimer Goldschmiede“.[48]
- Erhard Götzelmann ("Schlatt"),[49] national und international gefragter Karatelehrer und Dolmetscher, Träger des 5. Dan (Schwarzgurt), Trainer der Karatedojos im TSV Tauberbischofsheim und des TV Wertheim, Fachbuchautor und Verleger (für Karate-, Budo- und Kampfsportliteratur).[50]

### Hervorgegangene Sportler

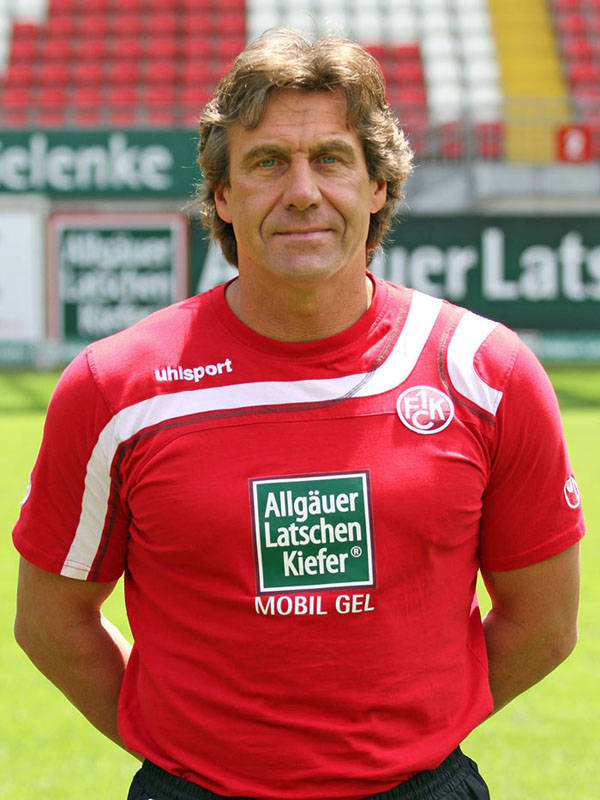
Gerry Ehrmann, von 1965 bis 1977 dreizehn Jahre beim TSV Tauberbischofsheim aktiv

#### Fußball-Bundesligaprofis
- Gerry Ehrmann, Torwart und späterer Torwarttrainer; ehemaliger Bundesligaprofi beim 1. FC Köln und beim 1. FC Kaiserslautern; aus seiner bekannten Torwartschule schafften bereits viele Torhüter den Sprung in den Profibereich; in seiner Jugend beim TSV[3]
- Martin Lanig, Bundesligaprofi beim VfB Stuttgart, beim 1. FC Köln und bei Eintracht Frankfurt; in seiner Jugend beim TSV[3]

#### Weitere Fußballspieler
- Dominik Stahl, Fußballspieler bei der TSG Hoffenheim, beim TSV 1860 München und aktuell bei der SpVgg Unterhaching
- Bogdan Müller, Fußballspieler bei Schalke 04, beim Karlsruher SC, bei der SpVgg Neckarelz und aktuell bei der Neckarsulmer Sport-Union.

#### Fechter
- Paul Neckermann, Jürgen Hehn, Peter Storz, Armin Ködel, Otto Lanig und Günther Zwerger – ehemaliger Fechter der früheren Fechtabteilung des TSV Tauberbischofsheim

#### Handballer
- Jan Winkler, ehemaliger Spieler der Handballabteilung, später beim TV Großwallstadt, von 2012 bis 2016 bei den DJK Rimpar-Wölfen in der 2. Handball-Bundesliga,[51] ab 2016 wieder beim TV Großwallstadt.[52]
- Felix Karle, ehemaliger Spieler der Handballabteilung, später in der Jugend und bei den Aktiven der DJK Rimpar-Wölfe in der 2. Handball-Bundesliga.[53]